# منتخب بوليفيا لكأس فيد
منتخب بوليفيا لكأس فيد هو ممثل بوليفيا الرسمي في كرة المضرب في كأس فيد.